# Пјеве Сан Винченцо (Ређо Емилија)
Пјеве Сан Винченцо је насеље у Италији у округу Ређо Емилија, региону Емилија-Ромања.
Према процени из 2011. у насељу је живело 10 становника. Насеље се налази на надморској висини од 760 м.